# 大阪ITプログラミング&会計専門学校
大阪ITプログラミング&会計専門学校（おおさかアイティープログラミングアンドかいけいせんもんがっこう）は、学校法人立志舎が運営する、大阪市に拠点を置く専修学校。2021年4月1日より大阪IT会計専門学校から改称した。

## キャンパス
- 大阪ITプログラミング&会計専門学校（大阪市福島区）
- 大阪ITプログラミング&会計専門学校天王寺校（大阪市天王寺区）